# NAD(P)+ transhidrogenasa
Las enzimas NAD(P)+ transhidrogenasas catalizan la reacción de transhidrogenación entre las coenzimas NADH y NADPH.
NADPH + NAD+ {\displaystyle \rightleftharpoons } NADP+ + NADH
Hasta la fecha se han categorizado dos enzimas que realizan esta función: la NAD(P)+ transhidrogenasa (B específica) EC 1.6.1.1 y la NAD(P)+ transhidrogenasa (AB específica) EC 1.6.1.2.

## Transhidrogenasa (AB específica)
Esta enzima es A específica respecto al NAD+ y B específica respecto al NADP+. Es un homodímero y su localización celular es la membrana mitocondrial interna siendo esta enzima una proteína de membrana multipaso. La transhidrogenación entre el NADH y el NADPH está acoplada a la respiración y a la hidrólisis del ATP, y funciona como una bomba de protones a través de la membrana.
Aparte de en seres humanos homo sapiens esta enzima se ha caracterizado en la Escherichia coli, Haemophilus influenzae, Shigella flexneri, Rickettsia prowazekii, bovinos Bos taurus, ratón Mus musculus y Rhodospirillum rubrum.

## Transhidrogenasa (B específica)
Esta enzima bacteriana necesita como cofactor FAD y tiene como función la conversión del NADPH, generado por las rutas metabólicas periféricas, a NADH que entonces puede entrar a la cadena respiratoria para generación de energía. Es B específica respecto al NAD+ y NADP+, y su localización celular es el citoplasma.